# Steve Mitchell (baloncestista)
Steve Mitchell (Memphis, 2 de julio de 1964) es un exjugador de baloncesto estadounidense. Con 1,85 metros de altura, jugaba en la posición de base. 

## Trayectoria deportiva
Después de 4 temporadas universitarias con los UAB Blazers, que le retiraron su dorsal nº 14, fue seleccionado en la posición 12 de la segunda ronda del Draft de la NBA de 1986, por los Washington Bullets. Sin embargo, nunca jugó en la NBA y continuó su carrera en el baloncesto europeo jugando en el Nuova Pallacanestro Gorizia italiano en la temporada 1986-87 y en el Jeanne d'Arc Vichy francés en la temporada siguiente. Tras su breve paso por Europa, regresó a Estados Unidos, para jugar en 1990 en la CBA, en las filas de La Crosse Catbirds y Wichita Falls Texans.

## Palmarés
- Medalla de plata en la Universiada de 1985 celebrada en Kobe con la selección estadounidense.